# Ballynacargy
Ballynacargy (of Ballynacarrigy) is een plaats in het Ierse graafschap Westmeath. De plaats telt 1.382 inwoners.